# 青春ファンタジア 菊池桃子 あなたと星の上で
『青春ファンタジア 菊池桃子 あなたと星の上で』（せいしゅんファンタジア きくちももこ あなたとほしのうえで）は、1985年4月7日から1988年10月9日まで、ニッポン放送製作により、NRN各局で放送されていたラジオ番組である。

## 概要
本番組がスタートする6か月前の1984年10月から同じニッポン放送で放送されていた『SONY Night Square 菊池桃子 桃子とすこし夜ふかし』が1985年3月で終了した後、放送時間を移動して放送枠を55分に拡大し、改めて本番組がスタートした。『桃子と少し夜ふかし』からは、本番組の初代ディレクターを務めた田中厳美の他、コーナーも『コメディ桃子』『青春日記』『桃子の星占い』と多くが引き継がれた。
ニッポン放送では55分番組だったが、ネットしていたNRN各局においては、30分の短縮版のものが放送されていた。
メインパーソナリティは菊池桃子で、最初は主に菊池の一人喋りで番組が進められていたが、途中1986年6月から、劇団スーパー・エキセントリック・シアターの永田耕一が共演者として加わった。菊池が巨人ファン、永田がヤクルトファンということで、野球についてのトークも比較的多かった。この他、菊池の愛犬の話も多かった。
送られてきたはがきの数は、多い時で週に4,000通を数え、送り主は中学生から大学生が主だった。送り主の男女比は最初7対3程だったが、後に女性率が増えて6対4程になったという。本番組からはがきを読まれるなどされたリスナーに送られるノベルティは『桃子をイメージしたカワウソの消しゴム』などがあった。なおこれは、本番組中にカワウソが流行ったことから出来たものである（浅野ディレクターの時期に流行った）。
この番組中でビートルズ特集をやっていたことがあり、その選曲は菊池自身がやっていた。
オープニングテーマ曲は『BELLA NOTTE』（作詞・作曲：Peggy Lee & Sonny Burke）。エンディングテーマ曲は『星に願いを』で、最後は毎週「また来週、あなたと、あの星の上で逢いましょ。」の言葉とグッドナイトキスの音で終わっていた（「おやすみなさい」だった『桃子とすこし夜ふかし』からの慣習を引き継いだ）。
本番組はいつもは録音放送であったが、1988年10月9日の最終回は生放送で行われた。ニッポン放送局舎前には、この情報を聞いた約50人のリスナーが駆け付け、最終回放送を見守っていた。
スポンサーは学生援護会（1985年）→渋谷ゼミナール（1986年）→カルビー（1987年4月 - 9月、1988年）などと変遷。最終回のみ、「この番組は、健康とまごころをお届けするカルビーの提供で、日曜の夜と桃子を愛して下さった皆さんに、お送りしました」と読み上げられた。

### 放送終了後の動き
2024年11月5日、『青春ファンタジア 菊池桃子 あなたと星の上で 2024』と題した特別番組を20時から21時まで放送した。放送ではかつてのパートナー、永田耕一と電話を繋ぎ思い出話に花を咲かせた。この特別番組は東海ラジオ放送、山陰放送、長崎放送、熊本放送、大分放送でも同時ネットされた。
2024年12月23日・24日、『青春ファンタジア 菊池桃子あなたと星の上で 2024』と題したトーク＆ライブイベントが日本橋三井ホールにて開催された。

## 放送時間
ニッポン放送での放送時間
- 毎週日曜日 24:05 - 25:00（JST）：1985年4月7日 - 1986年4月6日
- 毎週日曜日 23:00 - 23:55（JST）：1986年4月13日 - 1987年10月4日
- 毎週日曜日 24:00 - 24:55（JST）：1987年10月11日 - 1988年10月9日

## パーソナリティ
- 菊池桃子
- パートナー：永田耕一（劇団スーパー・エキセントリック・シアター）- 1986年6月から

## スタッフ
- ディレクター
  - 田中厳美（初代。『桃子とすこし夜ふかし』から続投。最終回のみ再びキューを振る）[2]
  - 浅野啓児 （3代目）[2]
  - 藤井正博（1987年6月から）[1]
  - 他

## コーナー
コメディモモコ
- 1分間のラジオコント。『桃子とすこし夜ふかし』のコーナーを引き継いだ。このコーナーで、永田耕一演じる「ただの棒先生」などのキャラクターが生まれた。

モモコシアター
- 本番組1年目の時のラジオドラマコーナー。その中で、1985年7月に放送された『オールサマーロング』編では、南野陽子、網浜直子、上柳昌彦も出演[4]。

ご意見下さい
- 本番組1年目の時のコーナー。毎週青春時代にあることについてお題を出し、リスナーからのはがきによる意見で「小さな青春論争」を行う[11]。

君の青春日記
- リスナーの体験談、実話をもとにラジオドラマ調に構成した。『桃子とすこし夜ふかし』で放送されていた『青春日記』を引き継いだ形のコーナー。

桃子のお悩み探検隊
- このコーナーには「隊員心得五ヶ条」があった。内容は以下のとおり。なお、菊池自身も最終回では完全に忘れ切っていたという（暗唱出来なかった）。はがきが採用されたリスナーには五ヶ条が書かれたカードと隊員バッジが贈られた[12]。

1. 昨日の悩みは明日への明るい希望
2. 一人の悩みはみんなの悩み
3. アリさんだって悩んでる
4. 隊長の悩みは……教えません
5. 隊長に「デブ」と言ってはいけません[4]

はがきでジャンケン
- はがきにグー・チョキ・パーを書いて、はがき同士でじゃんけん。菊池自身のアイデアによるコーナーだった[13]。

野球盤のコーナー
- 試合の設定、球種などをはがきに書いて送り、その通りにゲームを進めてみるというコーナー[4]。

名前早読みコーナー
桃子青春ベストテン
素直になれなくて
桃子の星占い
- エンディングのコーナー[4]。『桃子とすこし夜ふかし』から継続。
  - 他

## ネット局
ネット局は基本的にいずれも30分放送（例外あり）
（「→」は、放送曜日・時間帯変更無し、網掛け枠は放送無し）
| 局名       | 1985年4月 - 1985年9月                  | 1985年10月 - 1986年3月                 | 1986年4月 - 1986年9月 | 1986年10月 - 1987年3月 | 1987年4月 - 1987年9月                  | 1987年10月 - 1988年3月                 | 1988年4月 - 1988年10月                 |
| ---------- | -------------------------------------- | -------------------------------------- | --------------------- | ---------------------- | -------------------------------------- | -------------------------------------- | -------------------------------------- |
| STVラジオ  | 日曜 24:50 - 25:20 （深夜0:50 - 1:20） | 日曜 25:05 - 25:35 （深夜1:05 - 1:35） | 日曜 23:00 - 23:30    | →                      | →                                      |                                        |                                        |
| 青森放送   | 日曜 22:30 - 23:00                     | 日曜 23:00 - 23:30                     | →                     | →                      | →                                      |                                        |                                        |
| 秋田放送   |                                        | 土曜 21:00 - 21:55                     |                       |                        |                                        |                                        |                                        |
| 山形放送   |                                        | 土曜 21:20 - 21:50                     |                       |                        |                                        |                                        |                                        |
| ラジオ福島 |                                        |                                        |                       |                        | 土曜 24:30 - 25:00 （深夜0:30 - 1:00） | 土曜 22:00 - 22:30                     |                                        |
| 山梨放送   |                                        |                                        | 土曜 24:00 - 24:30    | →                      | →                                      | →                                      | →                                      |
| 北日本放送 |                                        |                                        |                       | 土曜 21:30 - 22:00     | 日曜 21:30 - 22:00                     | →                                      | →                                      |
| 北陸放送   |                                        | 月曜 21:00 - 21:30                     |                       |                        |                                        |                                        |                                        |
| 静岡放送   |                                        |                                        |                       |                        |                                        | 日曜 22:30 - 23:00                     | 日曜 24:00 - 24:30                     |
| ABCラジオ  |                                        |                                        |                       | 土曜 21:25 - 21:55     |                                        |                                        |                                        |
| ラジオ関西 |                                        |                                        |                       |                        |                                        | 土曜 25:30 - 26:00 （深夜1:30 - 2:00） | 土曜 24:30 - 25:00 （深夜0:30 - 1:00） |
| 山陽放送   |                                        |                                        |                       | 土曜 24:00 - 24:30     |                                        |                                        |                                        |
| 山口放送   |                                        |                                        | 日曜 23:30 - 24:00    | 日曜 22:10 - 22:40     | →                                      | →                                      |                                        |
| 南海放送   |                                        | 日曜 22:30 - 23:00                     |                       |                        |                                        |                                        |                                        |
| KBCラジオ  | 月曜 21:00 - 21:30                     | 土曜 20:30 - 21:00                     | 月曜 21:00 - 21:30    | 日曜 21:00 - 21:30     | 日曜 23:30 - 24:00                     |                                        |                                        |
| 長崎放送   |                                        | 日曜 19:00 - 19:30                     |                       |                        |                                        |                                        |                                        |
| 熊本放送   |                                        | 日曜 21:05 - 22:00                     | 金曜 24:25 - 24:55    | →                      | →                                      | →                                      | →                                      |
| 南日本放送 | 日曜 22:00 - 22:30                     | 日曜22:30 - 23:00                      | →                     | 土曜 20:00 - 20:30     |                                        |                                        |                                        |